# 단테의 배 (마네)
단테의 배(영어: The Braque of Dante)는 1854년~1858년 제작된 에두아르 마네의 유화 작품으로, 외젠 들라크루아의 《단테의 배》를 모사한 작품이다. 현재 프랑스 리옹 미술관에 소장되어 있다.
단테 알리기에리의 《신곡》 가운데 〈지옥〉 편에 등장하는 대목을 묘사하고 있으며 단테 본인이 고전시인 베르길리우스와 함께 스틱스강을 건너는 풍경이다. 뒷배경으로는 죽음의 도시가 불에 타고 있는 모습이다.
1853년경 같은 주제로 그려진 두번째 습작이 미국 뉴욕 메트로폴리탄 미술관에 소장되어 있다.

## 갤러리

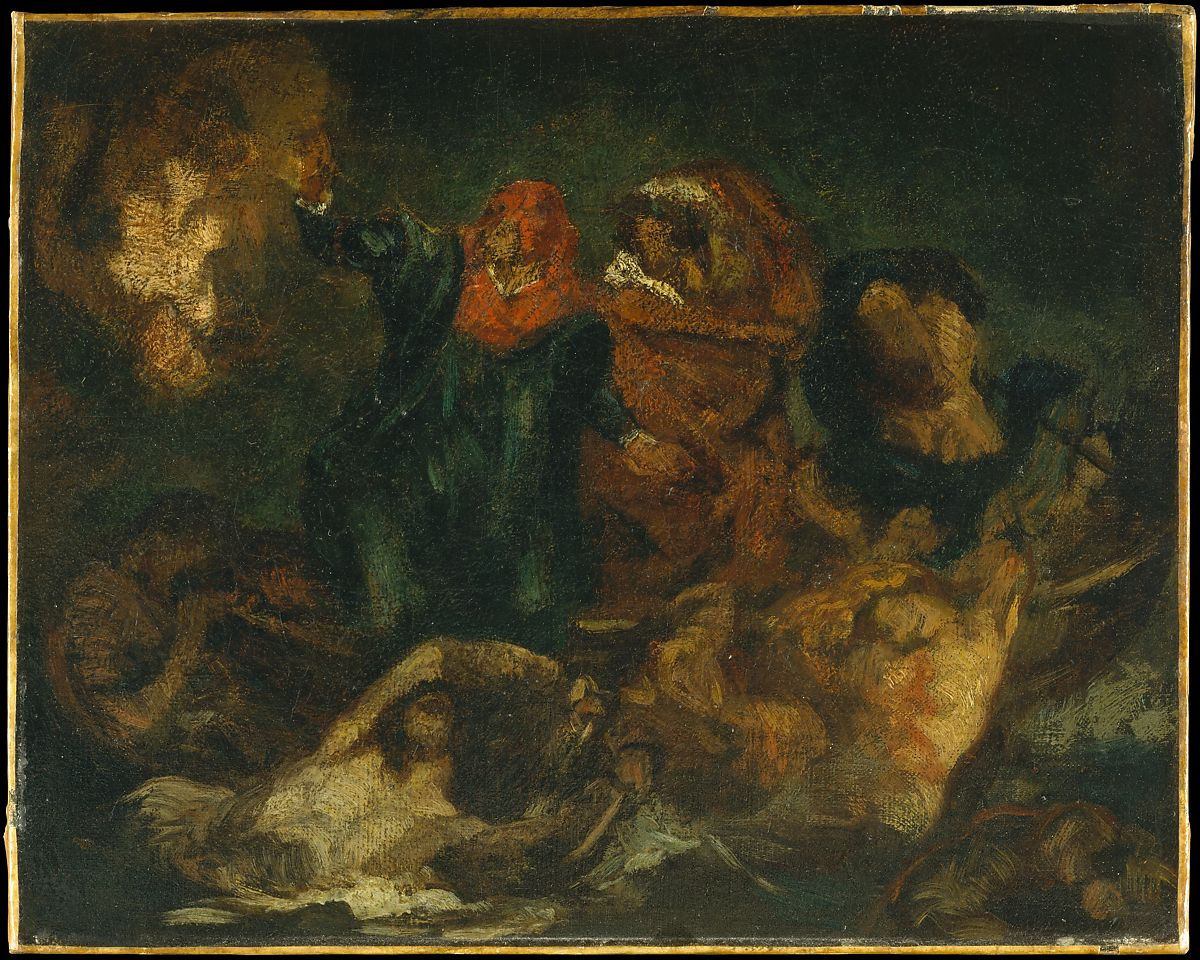
단테의 배, 1853년경, 뉴욕 메트로폴리탄 미술관 소장
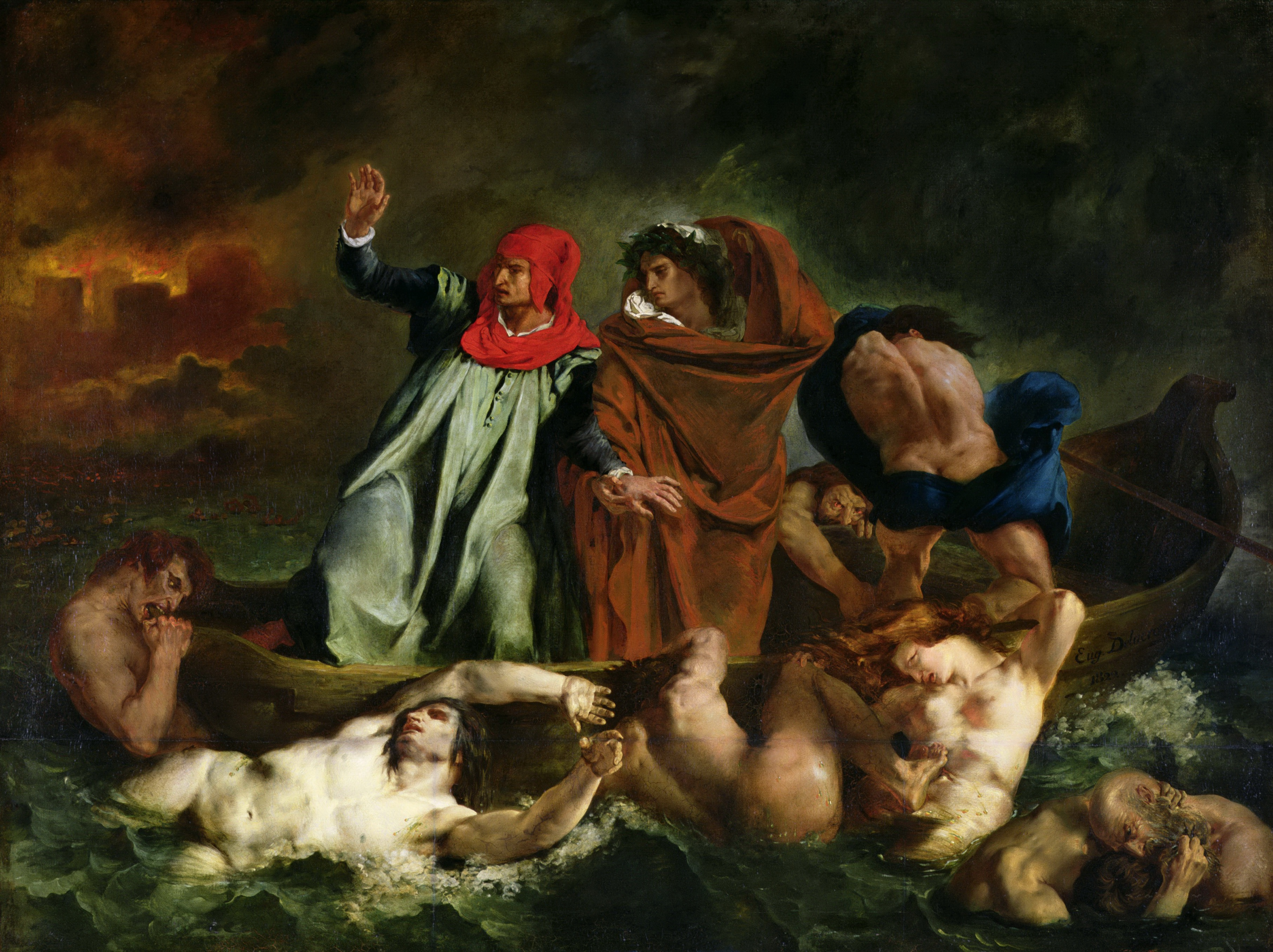
들라크루아의 단테의 배, 1822년, 파리 루브르 박물관 소장

## 같이 보기
- 에두아르 마네의 작품 목록